# Наташа Бассетт

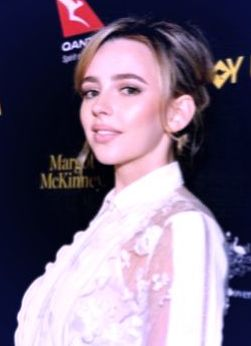
Наташа Бассетт в 2017 році

Наташа Бассетт (англ. Natasha Bassett, нар. 1992) — австралійська акторка.

## Життєпис
Бассетт народилась в Сіднеї. Почала займатись акторською справою ще у старшій школі. Першу роль отримала у віці 13 років. Це була роль Джульєтти в постановці «Ромео і Джульєтта» Австралійського театру молоді.
Навчалася в Національному інституті драматичного мистецтва в Кеннінгстоні (Сідней).
Бассетт отримала головну роль в фільмі Dungoona (2009) від MTV і з'явилась в декількох австралійських телесеріалах (Rake (2010), Wild Boys (2011), Cops L.A.C. (2010)), паралельно відвідуючи школу. Пізніше з'явилась у фільмі 2012 року Псих.
В 19 років отримала стипендію для сценаристів від ArtStart Screenwriters Program, завдяки якій зрежисерувала короткометражку Kite (2013) за власним сценарієм. Цей фільм був представлений на міжнародному кінофестивалі в Род-Айленді, кінофестивалі Балінале і міжнародному кінофестивалі «Big Bear».
В 2013 році Бассетт переїхала до Нью-Йорка і розпочала навчання в Атлантичній школі акторської майстерності. Пізніше, в тому ж році, переїхала до Лос-Анджелеса задля зйомок серіалу Табір для NBC.
В 2016 році з'явилась в інді-драмі Кеті прощається і виконала роль старлетки 1950-х років Глорії ДеЛамур в фільмі Аве, Цезар!.
В 2017 році Бассетт зіграла Брітні Спірс в байопіку «Брітні назавжди» на телеканалі Lifetime.

## Фільмографія

### Фільми
| Рік  | Назва українською     | Оригінальна назва  | Роль           | Примітки        |
| ---- | --------------------- | ------------------ | -------------- | --------------- |
| 2012 | Псих                  | Mental             | Кей            |                 |
| 2013 |                       | Kite               | няня           | короткометражка |
| 2013 | Останнє прощання      | The Last Goodbye   | Стелла         |                 |
| 2016 | Кеті прощається       | Katie Says Goodbye | Сара           |                 |
| 2016 | Аве, Цезар!           | Hail, Caesar!      | Глорія ДеЛамур |                 |
| 2016 | Будинок біля озера    | House by the Lake  | Гвен           |                 |
| 2016 |                       | Desolate           | Кайла Мей      |                 |
| 2018 | На межі божевілля     | Spinning Man       | Керрі          |                 |
| 2020 |                       | Spy Intervention   | Александра     |                 |
| 2021 | За примарними дверима | The Pale Door      | Перл           |                 |
| 2020 | 12 дужих сиріт        | 12 Mighty Orphans  | Опал           |                 |
| 2022 | Елвіс                 | Elvis              | Діксі Локк     |                 |

### Телебачення
| Рік  | Назва українською  | Оригінальна назва       | Роль         | Примітки             |
| ---- | ------------------ | ----------------------- | ------------ | -------------------- |
| 2009 |                    | Dungoona                | Джемма       | телефільм            |
| 2010 |                    | I Rock                  | Тімпані      | 1 епізод             |
| 2010 |                    | Cops L.A.C.             | Брук Лукас   | 1 епізод             |
| 2011 | Рейк               | Rake                    | Тара         | 3 епізод             |
| 2013 | Табір              | Camp                    | Хлоя         | 9 епізод             |
| 2013 | У твоїх мріях      | In Your Dreams          | Наталі       | 1 епізод             |
| 2014 |                    | Here's Your Damn Family | Емма         | 1 епізод             |
| 2017 | Брітні назавжди    | Britney Ever After      | Брітні Спірс | телефільм            |
| 2020 | Операція «Буффало» | Operation Buffalo       | Аліса        | мінісеріал, 5 епізод |